# آخونی

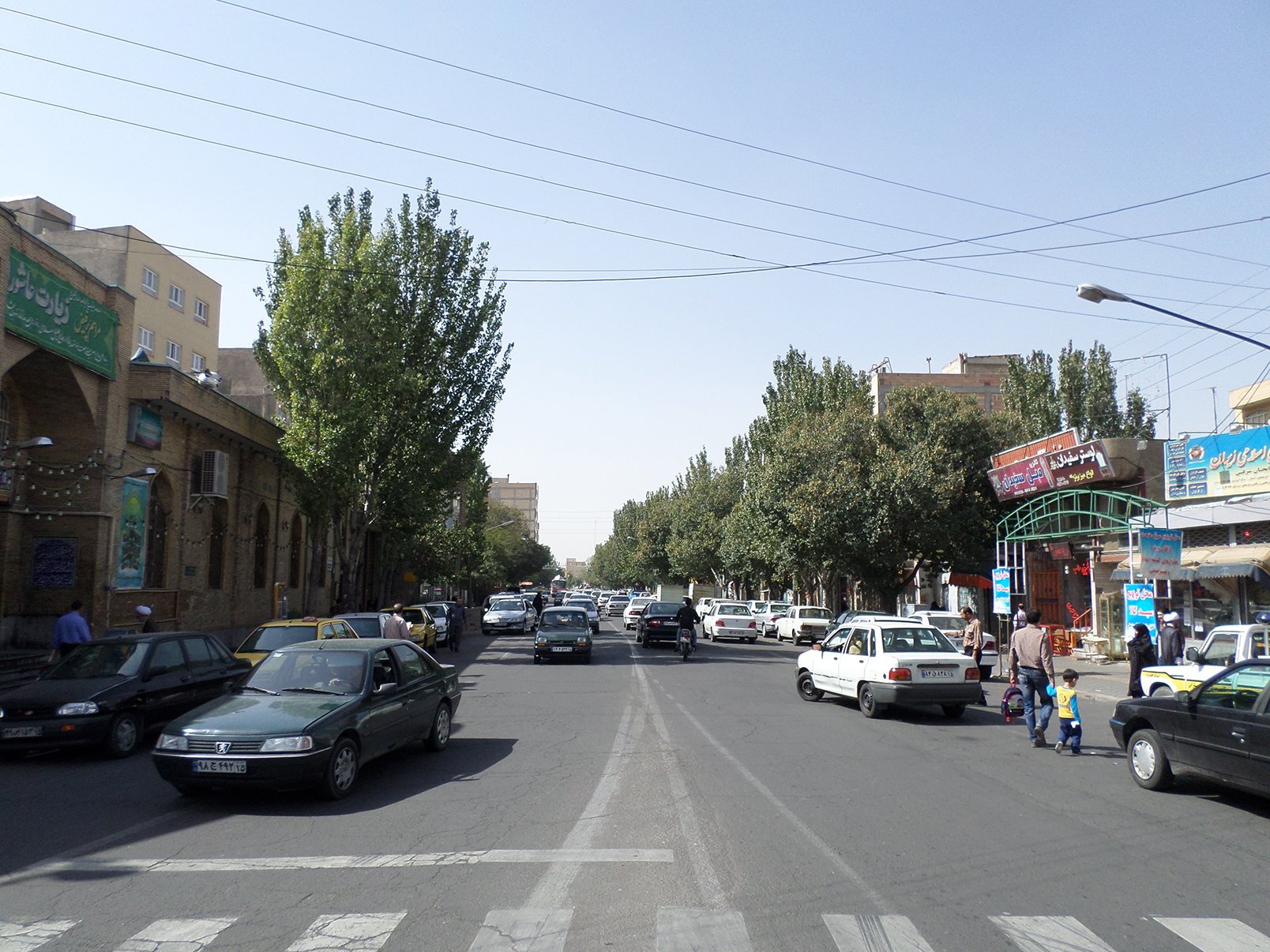
نمایی از محله آخونی

آخینی یا آخونی، یکی از محله‌های تبریز در شمال غرب این شهر است که پیش از این، یکی از روستاهای پیرامون این شهر به حساب می‌آمد. این محله در همسایگی حکم‌آباد، شنب غازان و قره آغاج واقع شده و در گذشته دارای باغات و و کشتزارهای فراوان بود که در حال حاضر بیشتر آن‌ها تخریب شده‌اند.
مشاهير محله آخوني مهندس نويد نريماني قوردلار(رتبه يك المپيادمكانيك )،استاد فسلفه استاد محمد تقي جعفري

## وجه تسمیه
نام آخونی یا آوخونی از دو بخش «آو» و «خون» ترکیب یافته که به نظر می‌رسد «آو» یا «اُو» همان لغت آب باشد.
به احتمال بیشتر در زبان‌های باستانی در دورهٔ مادها، اورارتوها، ایران باستان و در گویش‌های تاتی، هرزنی و کرینگانی به کار می‌رود. گاهی دیده می‌شود که در زبان فهلوی آذری نیز آب را «اُو» تلفظ می‌کنند.
در مورد «خون» نیز بعضی‌ها عقیده دارند که در زبان‌های باستانی قبل از رواج زبان ترکی «خون» به معنای چشمهٔ جوشان، آب معدنی و آب فراوان باشد.

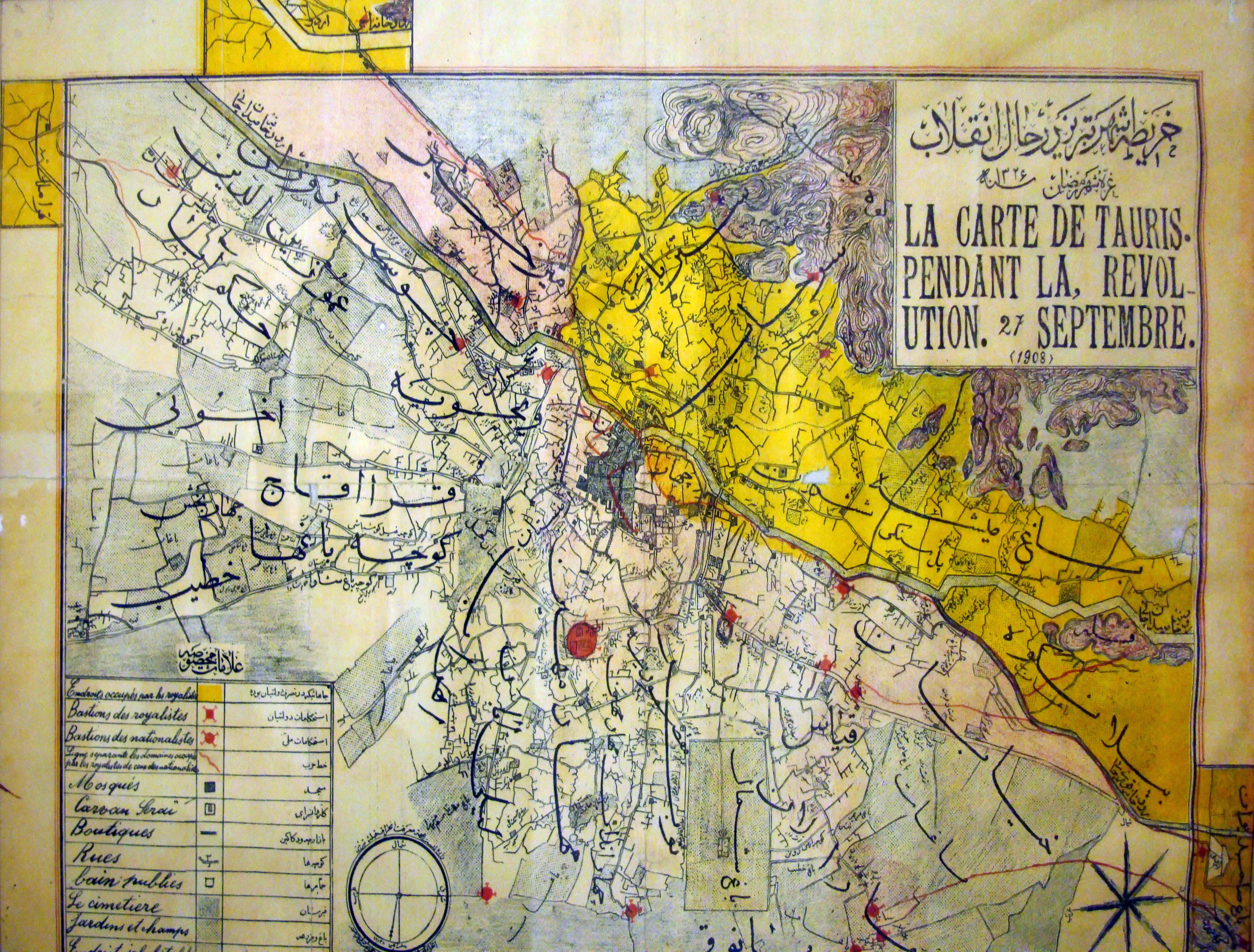
نقشه محلات تبریز -از جمله آخونی- در دوران مشروطه، سال ۱۹۰۸

## پیشینه
در کتاب «تاریخ تبریز تا قرن نهم هجری» در مورد آخونی چنین آمده است: «محلهٔ آخونی در گذشته از روستاهای پیرامون تبریز بوده که بعدها به سبب توسعهٔ شهر از سوی محلهٔ قره‌آغاج به تبریز پیوسته است. مرکز محله را «میدانگاه» می‌گفتند که مساحت وسیعی از بازمانده گورستانی کهنه است. محله آخونی چهار مسجد دارد و مسجد کهنه آن فرو ریخته و تنها یک دیوار آجری و یک جای بخاری به صورت محراب بازمانده بود که اهالی، اطراف آن دیواره‌ای کشیده و پرستشگاهی ساخته بودند که بر آن شمع روشن کرده و زیارت می‌کردند. در این محله قناتی به نام آخونی یا چشمه‌ای پرآب روان است که سراها و باغ‌های آن کوی و برزن را سیراب می‌کرد. شغل مردم بعد از کشاورزی و باغداری، صنعت غالب قالیبافی بوده و کارگاه‌های متعدد فرشبافی در آنجا دایر بوده و هست. نام این محله در اولاد اطهار نوشته محمدرضا طباطبایی صفحه ۱۳۳، «اَخی خونی» آمده است که به قیاس به لقب اخی سعدالدین در تسمیه قله باغمیشه به نام وی بایستی درست‌تر باشد.»
در کتاب ادبیات اجاغی نیز چنین آمده است که اَخین به معنای هجوم بوده و نام یکی از محلات دورافتاده تبریز به نام اَخینی است.